# 시토 개스턴
클래런스 에드윈 "시토" 개스턴(Clarence Edwin "Cito" Gaston, 1944년 3월 17일 ~ )은 전 메이저 리그 베이스볼 외야수이자 감독이다. 선수로서 그의 메이저 리그 경력은 1967년부터 1978년까지 지속되었으며 대부분 샌디에이고 파드리스와 애틀랜타 브레이브스를 위하여 두드러졌다. 그는 토론토 블루제이스와 함께 전체의 감독 경력을 보냈으며 월드 시리즈 타이틀을 우승하는 데 메이저 리그 역사상 첫 아프리카계 미국인 감독이 되었다.
시토 개스턴은 1989년부터 1997년까지 블루제이스의 감독을 지내다가, 2008년부터 2010년까지 다시 감독을 맡았다. 이 시간 동안에 그는 4개의 아메리칸 리그 동부 디비전 타이틀(1989, 1991, 1992, 1993), 2개의 아메리칸 리그 우승기(1992, 1993)와 2개의 월드 시리즈 타이틀(1992, 1993)을 우승하는 데 블루제이스를 감독하였다.

## 어린 시절
텍사스주 샌안토니오에서 태어나 부친이 트럭 운전사를 지낸 코퍼스크리스티에서 자라왔다. 그의 경력 야망들은 자신의 부친처럼 트럭 운전수 혹은 메이저 리그로 들어가느냐였다. 그는 자신의 주어진 이름 클래런스에 우선권에서 자신의 별명 "시토"를 채택하였다. 그는 후에 자신이 어린 시절에 텍사스 주에서 본 멕시코계 미국인 레슬링 선수로부터 이름을 가져왔다고 토론토 블루제이스에 말하였다.
애틀랜타 브레이브스와 선수로서 그는 행크 에런의 동거인이었다.

## 선수 경력

### 미국
첫째로 중견수이던 개스턴은 1967년 9개의 경기들에 나오면서 브레이브스와 자신의 10년간 선수 경력을 시작하였다. 이듬해 그는 확장적 드래프트에서 샌디에이고 파드리스에 의하여 선발되어 1969년에 처음으로 그들을 위하여 활약하였다. 그는 29개의 홈런과 92개의 득점과 93개의 타점과 함께 자신이 .318점을 치던 1970년에 자신의 최고 개인 시즌을 가지고 내셔널 리그 올스타팀에 선발되었다. 개스턴의 경력의 나머지는 자신의 올스타 시즌 성공으로 이루어지지 않았다. 개스턴은 파드리스(1974년까지)와 브레이브스(1975년부터 1978년까지) 아무 시즌에 전혀 17개의 이상의 홈런을 치거나 61개의 득점 이상 녹아웃 되지 않았다.

### 베네수엘라
베네수엘라 프로페셔널 베이스볼 리그에서 개스턴은 카르데날레스 델 라라(1967 ~ 1968), 나베간테스 델 마가라네스(1968 ~ 1972, 1975 ~ 1976)와 티부로네스 델 라 구아이라(1976 ~ 1977)와 활약하였다. 개스턴은 정규 시즌의 310개의 경기들에서 31개의 홈런을 치고 207개의 득점에서 히트를 쳐서 주자를 흠인시켰다.

## 감독 경력

### 월드 시리즈 이전의 시즌들
1982년 개스턴은 토론토 블루제이스를 위하여 타격코치가 되었다. 개스턴은 팀은 뜻밖에 나쁜 시작을 통하여 고통을 겪을 때 지미 윌리엄스로부터 감독직을 차지한 1989년 5월 15일까지 타격 강사로 남아있었다. 개스턴은 윌리엄스가 해고당할 때 원래 감독이 되는 것을 거절하였다. 그는 에보니 잡지에 "내가 감독으로서 직업이 마련될 때 난 원하지 않았다. 난 팀의 타격 강사로 일하는 것이 행복하였다"고 말하였다. 그의 선수들이 직업을 차지하는 데 그에게 용기를 주었을 때만에 그는 마련을 다시 숙고하였다.
개스턴의 지도 아래 블루제이스는 .500 팀 아래(지미 윌리엄스 아래 12 승 24 패)에서 89 승 73 패(개스턴 아래 77 승 49 패)로 최후의 디지번 우승팀으로 변형시켰다. 개스턴 아래의 블루제이스의 성공은 이듬해 보스턴 레드삭스에게 밀려 2위를 하면서 일시적이지 않았으며 1991년, 1992년과 1993년에 다시 디비전을 우승하였다.

### 월드 시리즈 시즌들
코치와 감독으로서 개스턴은 선수들의 감독으로 숙고되었다. 그는 재능이 있고 높은 월급을 받는 선수들의 큰 단체가 블루제이스의 유니폼을 아름답게 꾸민 것을 본 세월 동안에 상냥하고 확고하게 영향적이었다. 프랜차이즈가 주의에서 메이저 리그를 이끌어 봉납된 팬들의 기지와 경기를 가지는 데 새로운 경기장으로부터 의기양양 하였다. 개스턴이 감독이 된지 몇주 후에 제이스는 스카이 돔을 열고 재정적 성공이 투수 잭 모리스, 타자 데이브 윈필드와 폴 몰리터를 포함한 주요 자유 계약 선수들의 계약들로 변형시켰다. 그들은 또한 조 카터, 데번 화이트, 로베르토 알로마와 존 올러루드 같은 핵심 올스타 선수들을 보유하였다. 블루제이스의 프랜차이즈는 1985년 자신들의 첫 디비전 타이틀을 우승하고 개스턴이 진급되기 전에 프랜차이즈는 기대로 이루는 데 실패로 알려졌다. 개스턴은 대명성들을 차지하여 그들을 팀으로 형성하였다. 외야수이며 월드 시리즈 영웅 조 카터는 팀의 선수권들을 위하여 개스턴에게 이렇게 공로를 돌렸다. -
"시토는 각각의 개인과 일하는 것을 알고 모두를 인간처럼 대우한다. 그는 무엇을 말해야 하나, 언제 그 말을 하나, 뭘 하고 그것에 대하여 어떻게 가나를 정확히 안다. 당신이 그런 감독이 있을 때 당신이 남자를 위하여 활약하고 싶게 만든다. 우리는 그와 전쟁에 나가고 싶다. 블루제이스를 위해 시토가 해낸 것은 가볍게 가져갈 수 없다"
개스턴은 타격 강사로서 개인 수준에서 선수들과 일하고 이 일을 감독의 일로 전향하였다. 그는 자신의 선수들과 열린 전달로 알려졌다. 그는 성공적인 경기의 전술가였으며 애틀랜타와 필라델피아에서 월드 시리즈가 열리는 동안에 효과적으로 내셔널 리그의 규칙들을 취급하였다. 6개의 경기들에서 월드 시리즈를 활약하는 동안에 그 위치들에서 활약하였으며 브레이브스를 상대로 1992년 월드 시리즈의 6번째 경기에서 타이틀 결정타를 포함하여 4 대 2로 이겼다. 월드 시리즈의 승리가 미국 팀이 아닌 팀으로서 처음으로 넓게 인정되었어도 넓게 알려지지 않았던 것은 개스턴이 월드 시리즈를 우승하는 데 최초의 아프리카계 미국인 감독이 되었다는 것이다. 블루제이스는 1993년 월드 시리즈에서 승리를 되풀이하며 자신의 1992년 성공을 이어갔다.

### 올스타 감독
개스턴은 1992년과 1993년 자신이 아메리칸 리그 프랜차이즈 선수권의 감독을 지낸 이래 2개의 아메리칸 리그 올스타 팀들의 감독이었다. 그는 6명의 블루제이스 선수들을 1993년의 등록부에 선출한 것에 비난을 받았으나 변명답지 않았으며 6명의 월드 시리즈 챔피언 선수들을 성명하고 2명은 훗날의 명예의 전당 헌액자들이었다.
캠던야즈 오리올파크에서 열린 올스타 경기에서 그는 볼티모어 오리올스의 투수 마이크 무시나를 경기로 집어넣지 않은 것으로 비난을 받았다. 무시나는 불펜에서 열중하게 되는 데 9회에서 일어났다. 무시나는 후에 자신이 단순하게 시작 사이의 연습을 하였다고 주장하였으나 어떤이들은 그 일은 개스턴이 그를 경기로 집어넣는 강요를 한 시도였다고 분석하였다. 화가 난 팬들은 개스턴이 인기있는 지방 선수를 이용하지 않으려 한 당황과 의심에서 조롱하고 무시나는 아무 이유가 없이 보내지지 않았고, 개스턴이 아메리칸 리그를 위하여 승리를 문닫는 데 블루제이스의 투수 드웨인 워드를 대신 나가게 하였다고 믿었다. 오리올스의 팬들은 이 감각적 푸대접을 싫어하였고, "윌 로저스는 시토 개스턴을 전혀 만난 적이 없다"로 시즌이 말씨를 지닌 T셔츠들이 캠던야즈 밖에서 팔렸다.

### 월드 시리즈 이후
블루제이스 프랜차이즈 같은 것처럼 개스턴의 성공은 선수권의 세월 이후에 사라졌다. 월드 시리즈 우승한 클럽들은 나이가 든 선수들의 이유로 소산되었고 시리즈 이후의 월급 요구들과 대체로 예산을 올르는 데 새로운 소유의 실패를 늘였다. 메이저 리그 베이스볼이 1994년 그 노동 문제들을 해결한 후, 팻 길릭과 결국 폴 비스턴이 메이저 리그를 떠나고 해마다의 참석이 숙고적으로 떨어지기 시작하였다. 블루제이스는 아직도 아메리칸 리그 동부에서 나가는 데 노력하고 있었고 1997년 자유 계약 선수 로저 클레멘스를 계약하였다. 팀이 .500점 마크의 전체 시즌을 간신히 깰 수 있을 때 개스턴은 총지배인 고드 애시에 의하여 해고되었다. 그는 1993년 이래 팀을 우승 기록으로 지도하는 데 실패하였고 자신의 직위를 간직하는 데 흥미로워 보이지 않았다. 개스턴은 시즌의 말기에서 자신이 공석 기간을 차지하였고 보통의 공식 이후의 시즌 철수 진행을 위하여 없을 것이라고 애시에게 말하면서 그의 지배력을 강요하였다. 그러고 나서 그는 1997년 시즌의 마지막 주를 위한 한동안의 근거에 당시 투수코치 멜 퀸에 의하여 대체되었다. 조 카터는 그를 존경하고 그의 해고에서 그의 불쾌를 표현하는 부분에서 시즌의 나머지를 위하여 개스턴의 43번 셔츠를 입었다. 그는 정규 시즌과 683 승 635 패, 공식 이후의 시즌과 18 승 16 패의 기록과 함께 감독으로서 자신의 첫 병역을 끝냈다.
개스턴은 1990 ~ 2000 시즌에서 디트로이트 타이거스의 감독을 위한 마지막 후보였고 2003 ~ 2004 오프 시즌에서 시카고 화이트삭스 감독 직위에서 2위를 하였다. 전 블루제이스의 선수이자 화이트삭스의 총지배인 케니 윌리엄스가 개스턴을 직위를 위한 2명의 결승자들로서 보았으나 아지 기옌을 기용하기로 결정하였다. 개스턴은 타격 강사로서 메이저 리그 팀들에 재가입하는 데 즉 캔자스시티 로열스에 몇몇의 제공을 받았으나 거절하였다. 몇몇의 다른 감독 직업들을 위한 비성공적인 인터뷰를 가진 후, 개스턴은 인터뷰 없이 바로 자신이 기용되면 감독 만을 맡을 것이라고 말하였다.
개스턴은 1999년 시즌 후에 타격 코치로서 팀에 재가입하였으나 실망적인 2001년의 운동과 로저스 통신으로 프랜차이즈의 판매 이후에 유지되지 않았다. 2002년 회장과 최고 경영자 폴 고프리에 특별 보조인으로서 3번째로 블루제이스에 의하여 기용되었다.

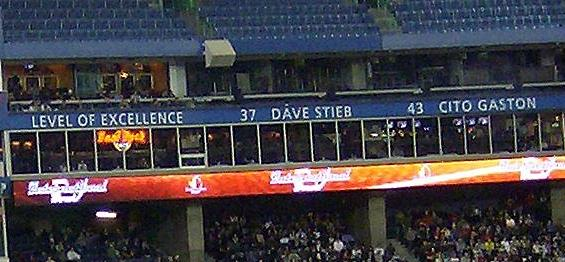
개스턴의 이름은 로저스 센터에서 블루제이스에 의하여 명예가 주어졌다.

### 감독직 복귀
2008년 6월 20일 개스턴은 해고를 당한 존 기븐스를 대체하는 데 블루제이스의 감독으로서 다시 기용되었다. 월드 시리즈 우승 감독에게 드문 11년 이전에 블루제이스에 의하여 해고 당한 이래 메이저 리그 수준에서 그의 첫 감독 직업이었다. 감독으로서 자신의 두번째 재직 기간에서 그는 자신의의 재기용의 당시에 팀이 마지막 순위에 놓은 존 기븐스 아래 시즌으로 부족한 출발 이후에 .500점 이상을 완료한 요점으로 팀의 기록을 향상시키는 데 성공하였다. 기븐스가 해고 당할 때 팀의 기록은 35 승 29 패였고, 개스턴과 그의 코치 직원들이 차지한 후 팀은 늦은 10 연전 연승을 포함한 시즌의 마지막을 위하여 51 승 37 패를 얻었고 블루제이스는 아메리칸 리그 동부 디비전에서 4위를 하였다. 9월 25일 자신이 감독으로서 개스턴이 2010년까지 그를 간직하려 한 2년 연장 계약을 맺었다고 공고되었다.
2009년 10월 30일 그는 자신이 2010년 시즌 후에 은퇴할 것이라고 공고하였다.

## 수상과 명예

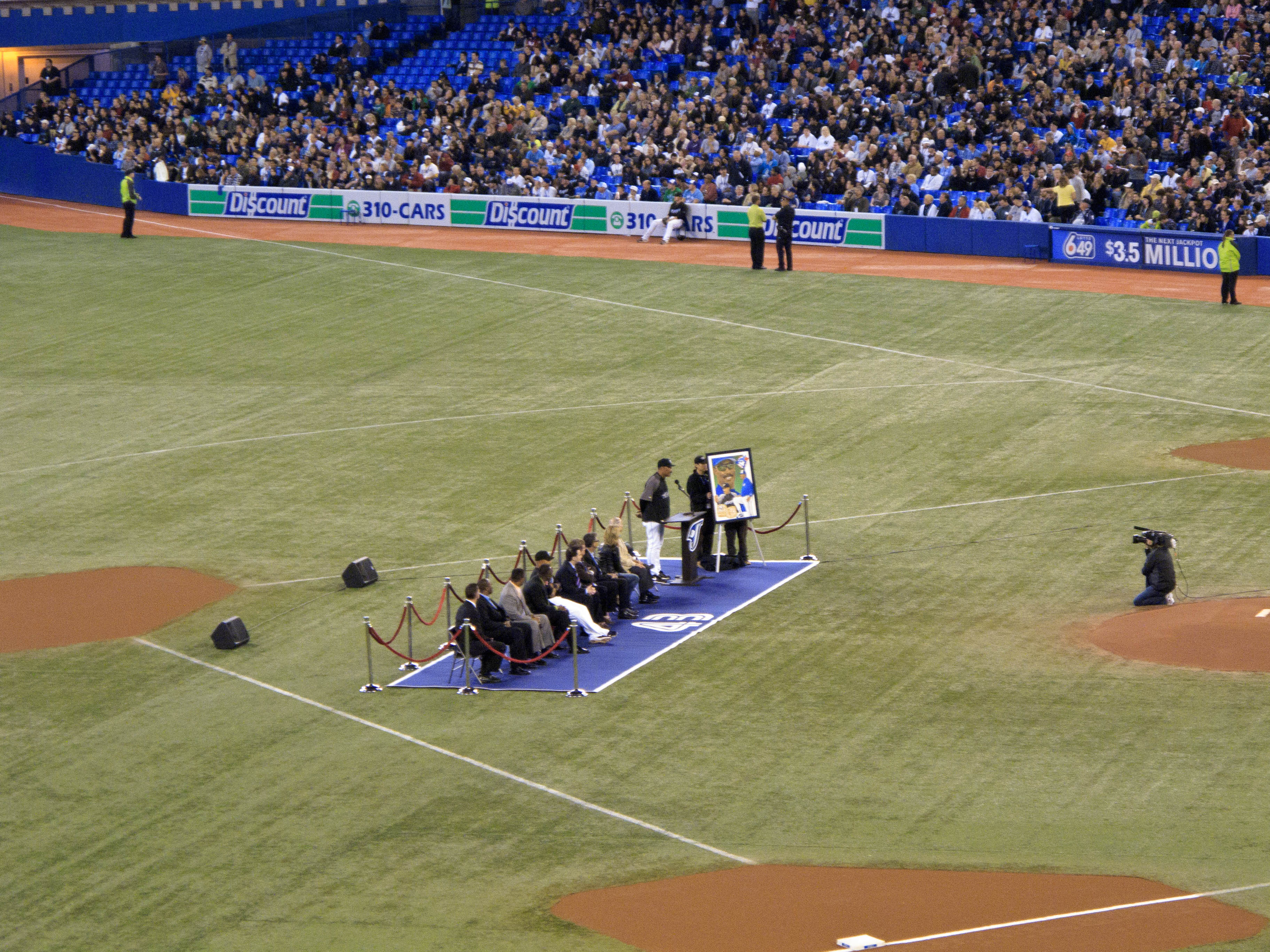
2010년 9월 29일 토론토에서 열린 개스턴의 작별 추모식

- 구원 외야수로서 올스타 경기에 선발 (1970)
- 샌디에이고 파드리스 MVP상 수상 (1970)
- 캐나다에서 "올해의 야구 남자"로 임명 (1989)
- "올해의 스포츠맨"으로 선출 (1993)
- 메이저리그 야구 올스타 경기에서 아메리칸 리그 팀 감독 (1993, 1994)
- 토론토 대학교에서 명예 법학 학위 수여 (1994)
- 로저스 센터의 블루제이스 "최고의 수준"으로 추가에 의하여 자신의 블루제이스 유니폼 이름과 번호(43번)이 명예가 주어짐 (1999)
- 캐나다 야구 명예의 전당 헌액 (2002)
- 샌안토니아 스포츠 명예의 전당 헌액 (2006)
- 재키 로빈슨상 수여 (2008)
- 온타리오 주 스포츠 명예의 전당 헌액 (2011)